# Lista över fornlämningar i Falköpings kommun (Högstena)
Lista över fornlämningar i Falköpings kommun (Högstena) är en förteckning av ett urval av de fornlämningar som finns i Högstena i Falköpings kommun.
| Namn                     | Lämningstyp    | Tillkomsttid | Historisk indelning     | Plats | Läge                 | ID-nr          | Bild                                 |
| ------------------------ | -------------- | ------------ | ----------------------- | ----- | -------------------- | -------------- | ------------------------------------ |
| Högstena 2:1             | Stenkammargrav |              | Högstena, Västergötland |       | 58.237070, 13.717230 | 10194400020001 | Ladda upp en bild av detta fornminne |
| Högstena 3:1             | Stenkammargrav |              | Högstena, Västergötland |       | 58.234829, 13.713672 | 10194400030001 | Ladda upp en bild av detta fornminne |
| Högstena 4:1             | Röse           |              | Högstena, Västergötland |       | 58.234210, 13.710429 | 10194400040001 | Ladda upp en bild av detta fornminne |
| Högstena 5:1             | Hög            |              | Högstena, Västergötland |       | 58.232518, 13.714517 | 10194400050001 | Ladda upp en bild av detta fornminne |
| "Kuhögen" (Högstena 6:1) | Stenkammargrav |              | Högstena, Västergötland |       | 58.231496, 13.715670 | 10194400060001 | Ladda upp en bild av detta fornminne |
| Högstena 7:1             | Stenkammargrav |              | Högstena, Västergötland |       | 58.229628, 13.714522 | 10194400070001 | Ladda upp en bild av detta fornminne |
| Högstena 8:1             | Stenkammargrav |              | Högstena, Västergötland |       | 58.228983, 13.718506 | 10194400080001 | Ladda upp en bild av detta fornminne |
| Högstena 9:1             | Stenkammargrav |              | Högstena, Västergötland |       | 58.228574, 13.720433 | 10194400090001 | Ladda upp en bild av detta fornminne |
| Högstena 10:1            | Stensättning   |              | Högstena, Västergötland |       | 58.227441, 13.719404 | 10194400100001 | Ladda upp en bild av detta fornminne |
| Högstena 10:2            | Hög            |              | Högstena, Västergötland |       | 58.227502, 13.719791 | 10194400100002 | Ladda upp en bild av detta fornminne |
| Högstena 11:1            | Stenkammargrav |              | Högstena, Västergötland |       | 58.223743, 13.711035 | 10194400110001 | Ladda upp en bild av detta fornminne |
| Högstena 12:1            | Hög            |              | Högstena, Västergötland |       | 58.222581, 13.710705 | 10194400120001 | Ladda upp en bild av detta fornminne |
| Högstena 13:1            | Stenkammargrav |              | Högstena, Västergötland |       | 58.221614, 13.709859 | 10194400130001 | Ladda upp en bild av detta fornminne |
| Högstena 14:1            | Stenkammargrav |              | Högstena, Västergötland |       | 58.221748, 13.714569 | 10194400140001 | Ladda upp en bild av detta fornminne |
| Högstena 15:1            | Stensättning   |              | Högstena, Västergötland |       | 58.221180, 13.719243 | 10194400150001 | Ladda upp en bild av detta fornminne |
| Högstena 16:1            | Stensättning   |              | Högstena, Västergötland |       | 58.219047, 13.715775 | 10194400160001 | Ladda upp en bild av detta fornminne |
| Högstena 17:1            | Stenkammargrav |              | Högstena, Västergötland |       | 58.218119, 13.708589 | 10194400170001 | Ladda upp en bild av detta fornminne |
| Högstena 18:1            | Stenkammargrav |              | Högstena, Västergötland |       | 58.222401, 13.688519 | 10194400180001 | Ladda upp en bild av detta fornminne |
| Högstena 19:1            | Stenkammargrav |              | Högstena, Västergötland |       | 58.222826, 13.689548 | 10194400190001 | Ladda upp en bild av detta fornminne |
| Högstena 19:2            | Hällristning   |              | Högstena, Västergötland |       | 58.222826, 13.689548 | 10194400190002 | Ladda upp en bild av detta fornminne |
| Högstena 20:1            | Stenkammargrav |              | Högstena, Västergötland |       | 58.223879, 13.690647 | 10194400200001 | Ladda upp en bild av detta fornminne |
| Högstena 22:1            | Runristning    |              | Högstena, Västergötland |       | 58.232499, 13.719566 | 10194400220001 | Ladda upp en bild av detta fornminne |
| Högstena 23:1            | Stenkammargrav |              | Högstena, Västergötland |       | 58.225352, 13.719138 | 10194400230001 | Ladda upp en bild av detta fornminne |
| Högstena 24:1            | Stensättning   |              | Högstena, Västergötland |       | 58.226062, 13.723358 | 10194400240001 | Ladda upp en bild av detta fornminne |
| Högstena 34:1            | Stenkrets      |              | Högstena, Västergötland |       | 58.225347, 13.708552 | 10194400340001 | Ladda upp en bild av detta fornminne |